# Canadian Broadcasting Corporation
Canadian Broadcasting Corporation (francouzsky Société Radio-Canada), známá též pod zkratkou CBC (anglická), či SRC (francouzská), je kanadská veřejnoprávní televizní a rozhlasová stanice. Založena byla 2. listopadu 1936 jako nejstarší mediální služba v Kanadě a vysílá dodnes. Její pořady jsou vysílány jak v angličtině, tak i francouzštině (prostřednictvím pobočky s názvem Radio-Canada) a také v osmi domorodých jazycích obyvatelstva, které žije na severu Kanady (v provincii Nunavut).